# Hoofddorppleinbuurt
De Hoofddorppleinbuurt is een wijk in Amsterdam, in het stadsdeel Zuid in de Nederlandse provincie Noord-Holland. De wijk had 0 inwoners per 1 januari 2023. Op centraal stedelijk niveau wordt de wijk aangeduid als buurtcombinatie V44. De oppervlakte van de Hoofddorppleinbuurt is 96,71 hectare.
De Hoofddorppleinbuurt wordt begrensd door: Surinameplein (zuidzijde), Surinamestraat, Schinkel, A10 (noordelijke rijbaan), Einsteinweg, Henk Sneevlietweg (noordelijk talud) en de Westlandgracht.
De buurt is gebouwd in de jaren twintig als onderdeel van het Plan West op het in 1921 geannexeerde grondgebied van de vroegere gemeente Sloten. Enkele straten bij de Jacob Marisstraat zijn nog gebouwd door de gemeente Sloten. De straatnamen zijn genoemd naar 19e-eeuwse schilders en plaatsen ten zuidwesten van Amsterdam. Sinds 1927 is de buurt via de Zeilbrug verbonden met de omgeving van de Amstelveenseweg.
Vanaf 1929 had tramlijn 1 zijn eindpunt op het Hoofddorpplein. Deze lijn werd in 1948 afgelost door tramlijn 2, die in 1975 werd verlengd via de Heemstedestraat naar Slotervaart.
Tot de indeling in stadsdelen maakte de Hoofddorppleinbuurt onderdeel uit van het Overtoomse Veld. Vanaf 1990 werd de buurt ingedeeld bij stadsdeel Zuid, tussen 1998 en 2010 was dit Oud-Zuid. De Hoofddorppleinbuurt is voornamelijk een woonbuurt, er zijn relatief weinig bedrijven en andere instellingen, hoewel het winkelaanbod vrij groot is.
Sinds medio 2010 zijn er in de Hoofddorppleinbuurt ontwikkelingen gaande die wijzen op gentrificatie: er verhuizen veel studenten, starters en jonge gezinnen naar de buurt, wat heeft geleid tot een opbloei van horecagelegenheden en opgeknapte appartementen.